# Derrick Van Orden

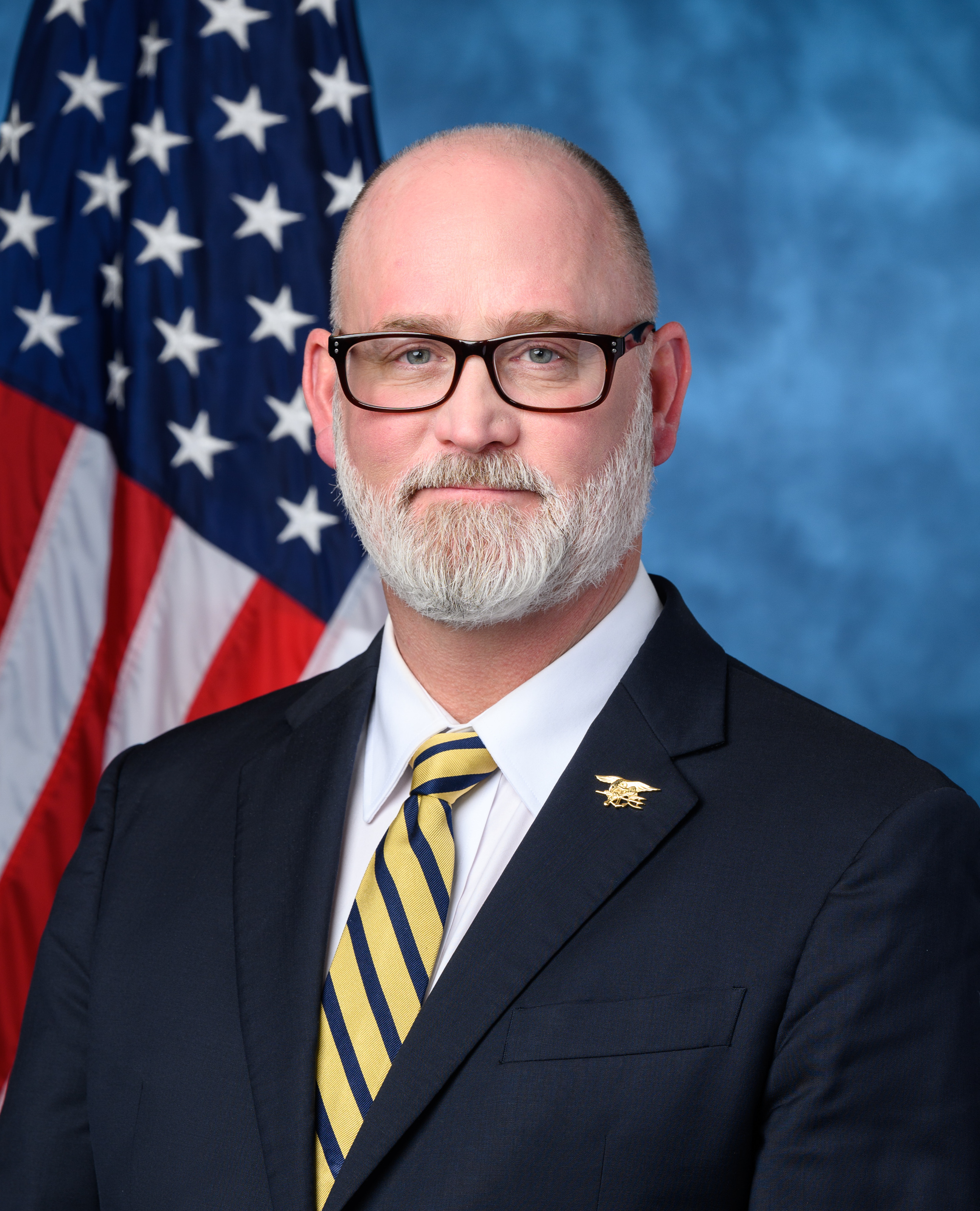
Derrick Van Orden (2023)

Derrick Francis Van Orden (* 15. September 1969 in Minnesota) ist ein US-amerikanischer Politiker der Republikanischen Partei und Schauspieler. Seit 3. Januar 2023 vertritt er den 3. Kongresswahlbezirk von Wisconsin im Repräsentantenhaus der Vereinigten Staaten. Nach seiner Militärkarriere wirkte er in mehreren Spielfilmen mit, darunter in Act of Valor.

## Leben und Werdegang
Als 18-Jähriger trat Van Orden der US-Marine bei und wurde Teil der Spezialeinheit Navy SEALs. Bis zu seinem Ausscheiden aus dem Militärdienst 2014 absolvierte er insgesamt fünf Kampfeinsätze und erreichte den Rang eines Senior Chiefs (in etwa äquivalent zu einem Hauptbootsmann in der Deutschen Marine). Zudem erwarb er im Fernstudium einen Bachelor of Science an der Excelsior University. Nach seinem Abschied aus dem aktiven Dienst betätigte er sich unter anderem als Unternehmensberater und betrieb für zwei Jahre gemeinsam mit seiner Frau ein Café in seiner Heimatstadt Butternut, Wisconsin.
Van Orden ist seit 1995 mit seiner Frau verheiratet und hat mit ihr vier Kinder. Er lebt mit seiner Familie in Prairie du Chien.

## Karriere als Schauspieler
Bereits während seiner Zeit bei den SEALs spielte Van Orden in dem Actionfilm Act of Valor eine Rolle als NAVY Seal. Der Film war trotz negativer Kritiken an den Kinokassen mit einem weltweiten Einspielergebnis von über 80 Millionen US-Dollar sehr erfolgreich. Danach folgte eine Nebenrolle in dem Film Surviving the Wild sowie weitere Kleinrollen.

## US-Repräsentantenhaus
Van Orden bewarb sich erstmalig 2020 als Republikaner im 3. Kongresswahlbezirk von Wisconsin um einen Sitz im US-Repräsentantenhaus. Nachdem er sich in der parteiinternen Vorwahl mit über 65 % der Stimmen klar durchsetzen konnte, unterlag er bei der Hauptwahl im November 2020 knapp dem langjährigen Demokratischen Amtsinhaber Ron Kind mit 48,6 zu 51,3 Prozent, obwohl bei der zeitgleich stattfindenden Präsidentschaftswahl der Republikanische US-Präsident Donald Trump den Distrikt mit fünf Prozentpunkten Vorsprung gewinnen konnte. Der Wahlkreis liegt an der Staatsgrenze zu Indiana und Iowa im Südwesten Wisconsins und umfasst unter anderem die Städte Eau Claire und La Crosse. Politisch gilt der Distrikt als relativ ausgeglichen, nachdem seit Mitte der 1990er eher die Demokraten die Oberhand hatten, tendiert der Wahlkreis seit Mitte der 2010er-Jahre eher wieder zu den Republikanern.
Im Vorfeld der Kongresswahlen 2022 kündigte Kind an, nicht erneut anzutreten. Van Orden bewarb sich erneut um den Sitz im 3. Kongresswahlbezirk und wurde in diesem Vorhaben und im Wahlkampf von Ex-Präsident Trump unterstützt. In der Vorwahl der Republikaner hatte er keinen Gegenkandidaten. Diesmal gelang es ihm, seinen Demokratischen Kontrahenten, den Staatssenator Brad Pfaff, zu schlagen und ins US-Repräsentantenhaus einzuziehen. Van Orden erhielt 52 % der Stimmen, Pfaff 48 %. In der Vorwahl zur folgenden Kongresswahl 2024 hatte Van Orden bei den Republikanern keinen Herausforderer. In der Hauptwahl zum 119. Kongress setzte er sich im November gegen die Demokratin Rebecca Cooke mit 51,4 % durch.

### Ausschüsse
Im 118. Kongress sitzt Van Orden in folgenden Ausschüssen:
- United States House Committee on Agriculture (Landwirtschaftsausschuss)
  - Ernährung, auswärtige Landwirtschaft und Gartenbau
- United States House Committee on Transportation and Infrastructure (Verkehrsausschuss)
  - Wirtschaftliche Entwicklung, Öffentliche Bauten und Notfallmanagement
  - Schnellstraßen und Transit
  - Wasserressourcen und Umwelt
- United States House Committee on Veterans’ Affairs (Ausschuss für Veteranenangelegenheiten)
  - Wirtschaftliche Möglichkeiten (Vorsitz)

## Kontroversen
Van Orden nahm am 6. Januar 2021 an den Protesten wegen angeblichen Wahlbetrugs bei der Präsidentschaftswahl 2020 am Kapitol der Vereinigten Staaten teil. Nach eigenen Angaben verließ er die Protestkundgebung vor Beginn des Kapitolssturm. Laut Recherchen der Nachrichtenwebsite The Daily Beast sollen jedoch Mobilfunkdaten belegen, dass er auch nach Beginn der Stürmung anwesend gewesen und dabei auch abgesperrte Bereiche betreten habe. Van Orden bestreitet dies.
Im Juni 2021 sorgte Van Orden für einen Eklat, als er in „aggressiver Manier“ in der Stadtbibliothek von Prairie du Chien gegen die öffentliche Auslegung von Kinderbüchern mit LGBT-freundlichem Inhalt protestierte und eine minderjährige Bibliotheksangestellte verbal anging.
Im August 2021 wurde Van Orden am Eastern Iowa Airport in Cedar Rapids beim Versuch eine geladene SIG-Sauer-Pistole durch die Sicherheitskontrolle zu bringen, verhaftet. Vom zuständigen Gericht wurde er deswegen zu einer Geldstrafe in Höhe von 360 US-Dollar und zur Teilnahme an einem Waffensicherheitstraining verurteilt. Auch seitens der Verkehrssicherheitsbehörde wurde Van Orden wegen des Vorfalls mit einer Geldstrafe belegt.
Derrick Van Orden brachte einen Antrag auf ein Amtsenthebungsverfahren gegen einen Bundesrichter ein, der dem Department of Government Efficiency (DOGE) im Februar 2025 Zugriff auf persönliche Daten beim Finanzministerium verweigert hatte. Elon Musk gab am Mittwoch, dem 19. März 2025 zu Van Ordens Wiederwahlkampfkampagne die Höchsumme an Barwahlkampfspenden ($ 6.600), wie auch an die Abgeordneten Eli Crane aus Arizona, Lauren Boebert aus Colorado, Andy Ogles aus Tennessee, Andrew Clyde aus Georgia, und Brandon Gill aus Texas, die ebenfalls Amtsenthebungsverfahren gegen Bundesrichter unterstützten.

## Filmographie (Auswahl)
- 2012: Act of Valor
- 2015: Azadah (Kurzfilm)
- 2018: Surviving the Wild
- 2019: Running with the Devil (ohne Nennung im Abspann)